# Yann Arthus-Bertrand

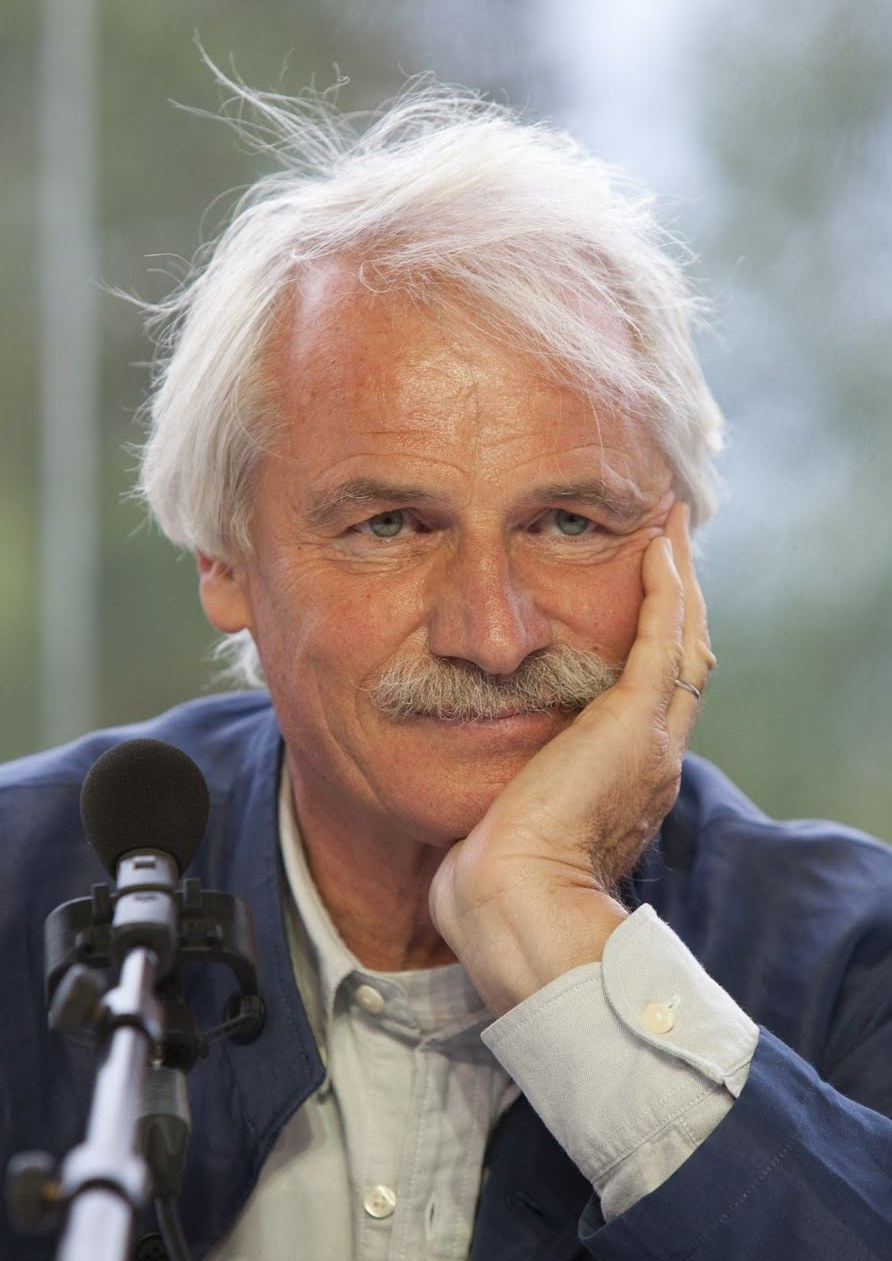
Yann Arthus Bertrand, 2009

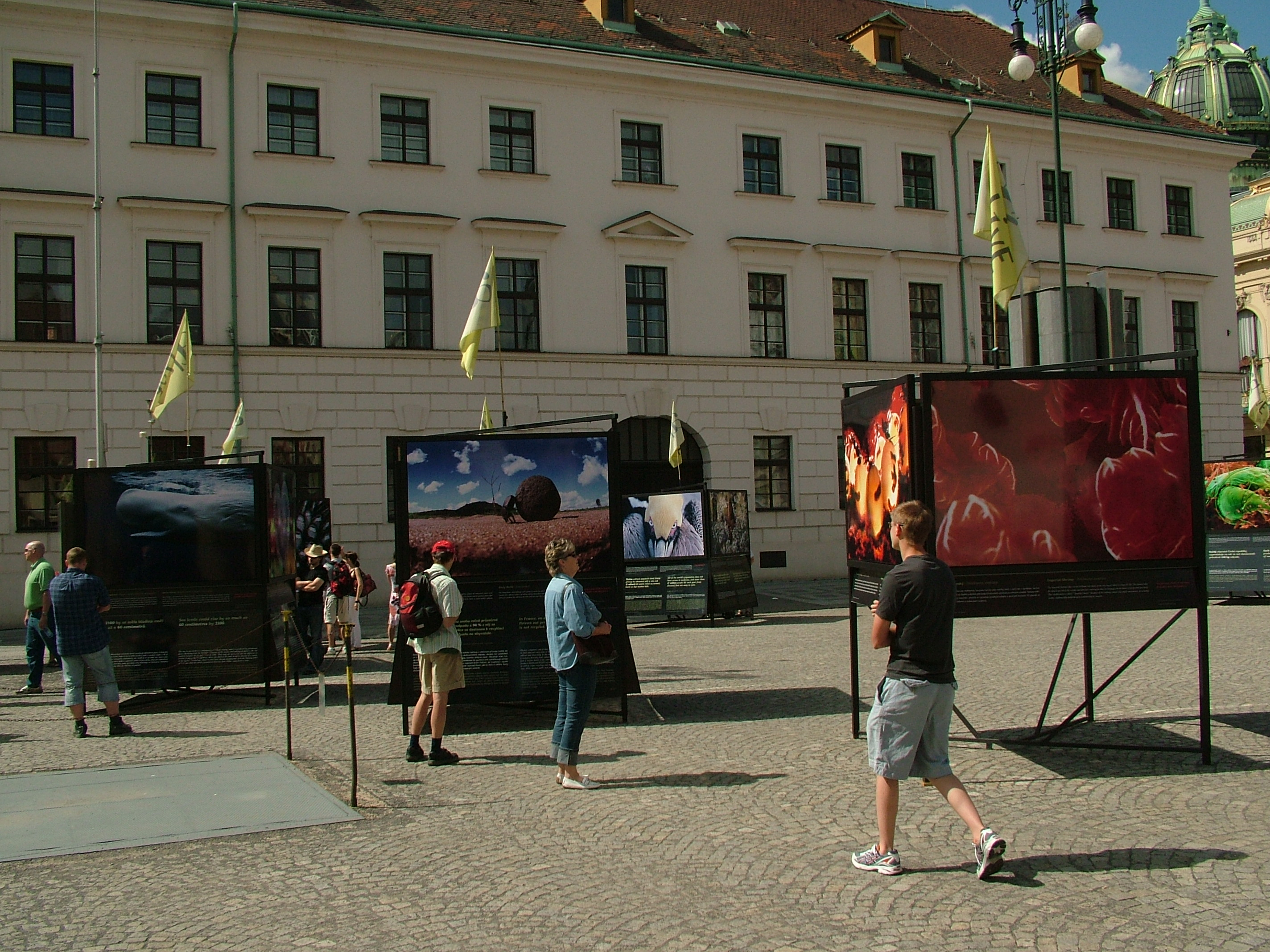
Výstava Alive, Praha, Náměstí republiky, červen 2008

Yann Arthus-Bertrand (* 13. března 1946, Paříž) je francouzský fotograf známý především svými leteckými fotografiemi.

## Život a dílo
Bertrand byl zpočátku velký specialista na fotografii zvířat. Posledních patnáct let se však věnuje svému projektu, který si klade za cíl fotograficky zachytit naši planetu pro dokumentační a politické účely. Od té doby již publikoval přes šedesát knih fotografií snímků převážně snímaných z vrtulníků nebo horkovzdušných balonů a stal se jedním z největších odborníků na leteckou fotografii. Jeho snímky se často objevují v prestižních časopisech, jako je např. National Geographic.
O výstavním projektu "Alive" Arthus-Bertrand řekl:
"Alive" to nejsou jenom nádherné fotografie zvířat. Jsou to i fakta a čísla o našem způsobu života a o cestách, kterými bychom se měli ubírat v budoucnu. Za naši planetu jsme zodpovědní všichni. Je na každém z nás, aby si uvědomil, že musíme podniknout nějaká prostá a evidentní opatření. Spousta nových a evidentních způsobů jak s tím něco dělat existuje i v našem každodenním životě. A teď pro to nadešel ten čas.

## Ocenění
- 2010: National Outdoor Book Award, Our Living Earth

## Filmografie
- 1965: Dis-moi qui tuer, Étienne Périer: Galland
- 1970: OSS 117 prend des vacances, Pierre Kalfon: Yann
- 2004: Earth from Above
- 2009: Domov aneb Kam směřuje naše cesta[2]
- 2015: Terra
- 2015: Human
- 2017: Le Maroc vu du ciel (Maroko z výšky)